# Jerifato de La Meca
El Jerifato de La Meca (árabe: شرافة مكة, romanizado: Sharāfat Makka) o Emirato de La Meca fue un estado, no soberano durante gran parte de su existencia, gobernado por los Jerife de La Meca. Un jerife es descendiente de Hasan ibn Ali, nieto de Mahoma. En fuentes occidentales, el príncipe de La Meca era conocido como Gran Jerife, pero los árabes siempre han utilizado el apelativo de "Emir". 
El Jerifato existió aproximadamente desde 967 hasta 1916, cuando se convirtió en el Reino de Hiyaz. Desde 1201, los descendientes del patriarca Jerife Qatada gobernaron La Meca, Medina y el Hiyaz en sucesión ininterrumpida hasta 1925. Originalmente un emirato chiita zaydí, los Hasanidas se convirtieron al rito shafi'i de los suníes. Islam a finales del período mameluco o principios del otomano. Sus parientes husayníes que tradicionalmente gobernaban Medina profesaban el chiismo duodécimo. Tanto los jerifes hasanidas en La Meca como los jerifes husaynidas en Medina se convirtieron al sunnismo en el período mameluco; sin embargo, fuentes mamelucas y otomanas insinúan que continuaron las simpatías chiitas entre los hasanidas y husaynidas gobernantes después de su conversión al sunnismo.

## Historia preotomana
Al principio, los jerifes del Hejaz habían evitado en general la participación en la vida pública. Esta situación cambió en la segunda mitad del siglo X, con el surgimiento de la secta Qaramita. Los Qaramita dirigieron incursiones tribales hacia Irak, Siria y gran parte de Arabia, interrumpiendo el flujo de peregrinos a La Meca. En 930, los asaltantes Qaramita atacaron La Meca y robaron la sagrada Piedra Negra de la Kaaba, avergonzando gravemente al califa abasí en Bagdad. Abu al-Misk Kafur, un vasallo abasí y gobernante de Egipto, persuadió a los Qaramita para que pusieran fin a sus incursiones y devolvieran la Piedra Negra a La Meca a cambio de un tributo anual. Como medida para mejorar la seguridad de los peregrinos, eligió uno de los jerifes de Hiyaz y lo instaló como emir de La Meca alrededor del año 964. 
En 1012, el emir de La Meca Abu'l-Futuh al-Hasan se declaró califa, pero ese mismo año lo convencieron de que renunciara a su título. El primer gobernante Sulayhida conquistó todo Yemen en 1062 y avanzó hacia el norte para ocupar el Hiyaz. Durante un tiempo nombraron a los emires de La Meca. Cuando el poder sunita comenzó a revivir después de 1058, los emires de La Meca mantuvieron una posición ambigua entre los fatimíes y los selyúcidas de Isfahán. Después de que Saladino derrocara a los fatimíes en 1171, los ayubíes aspiraron a establecer su soberanía sobre La Meca. Sin embargo, sus constantes disputas dinásticas condujeron a un período libre de interferencias externas en el Hiyaz. 
Alrededor del año 1200, un jerife llamado Qatadah ibn Idris tomó el poder y fue reconocido como emir por el sultán ayubí. Se convirtió en el primero de una dinastía, los Banu Qatadah, que mantuvo el emirato hasta que fue abolido en 1925. El sultanato mameluco logró apoderarse de Hejaz y la convirtió en una provincia regular de su imperio después de 1350. Yeda se convirtió en una base de los mamelucos para sus operaciones en el Mar Rojo y el Océano Índico, lo que la llevó a reemplazar a Yanbu como el principal centro de comercio marítimo en la costa de Hiyaz. Al enfrentar a los miembros de la casa jerifiana entre sí, los mamelucos lograron alcanzar un alto grado de control sobre el Hiyaz.

## Era otomana
Durante el período otomano, el Emirato no era hereditario y debía su sucesión al nombramiento directo de la Puerta Otomana. Existió un sistema dual de gobierno en el Hiyaz durante gran parte de este período. La autoridad gobernante era compartida entre el Emir, un miembro del ashraf o descendientes de Mahoma, y el wāli o gobernador otomano. Este sistema continuó hasta la revuelta árabe de 1916. Aparte de los emires de La Meca, la administración otomana en el Hejaz estuvo primero en manos del gobernador de Egipto y luego de los gobernadores de Yeda. El Eyalato de Habesh se transformó más tarde en el Valiato de Hiyaz, con un gobernador en La Meca. 
Durante gran parte del siglo XIX, el lugar más septentrional del Emirato fue Al-'Ula, mientras que el límite sur solía ser Al Lith, y en ocasiones Al Qunfudhah; hacia el este, nunca se extendió más allá del oasis de Khaybar. La Meca, Medina y Yeda eran sus ciudades más grandes. Parte de la población de estas ciudades estaba formada por musulmanes no árabes, incluidos bujaridas, javaneses, indios, afganos y asiáticos centrales.

### Periodo temprano
La región de Hiyaz estuvo anteriormente bajo el sultanato mameluco hasta su derrota y toma del poder por los otomanos en 1517. En el mismo año, El jerife Barakat de La Meca reconoció al sultán otomano como califa. Cuando los Sharif aceptaron la soberanía otomana, el sultán los confirmó en su posición como gobernantes del Hiyaz. La autoridad otomana era sólo indirecta, ya que el acuerdo dejaba el poder real al emir. El Sultán asumió el título de "Hâdimü'l-Haremeyni'ş-Şerifeyn", o Custodio de las Dos Santas Mezquitas.

### Invasión saudí del Hiyaz 1802-1806
Los sauditas comenzaron a ser una amenaza para el Hiyaz a partir de la década de 1750. Suscribiendo el credo salafista - wahabí, el establishment religioso de los sauditas surgió como movimiento religioso en Dira'iyya en el Nejd en 1744-1745. Su doctrina encontró pocos simpatizantes en el Hejaz, y el Mufti de La Meca los declaró herejes. Pudieron tomar las dos ciudades santas en 1801. En 1803, los wahabíes, liderados por Abdul-Aziz Al Saud , atacaron La Meca. El jerife Ghalib huyó a Yeda, que fue sitiada poco después. Jerife Ghalib fue enviado de regreso a La Meca como vasallo saudí. 

### Recuperación otomana de Hejaz 1811-1814
Tosun Pasha dirigió el ejército en 1811 y ocupó Medina en 1812 y La Meca en 1813. Después de su muerte en septiembre de 1816, Ibrahim Bajá, que había acompañado la visita personal de Muhammad Ali al Hejaz en 1814, asumió el poder después de un éxito rezagado ante la repetida resistencia saudita y logró empujar a los wahabíes de regreso al Nejd en 1818. Tras la noticia de la victoria, Mahmud II nombró a İbrahim gobernador de Yeda y Habesh. Fue el gobernante nominal del Hiyaz en nombre de los otomanos desde 1811 hasta 1840. La Convención de Londres de 1840 obligó a Muhammad Ali a retirarse.

### Valiato de Hiyaz

Mapa del Imperio otomano donde se puede observar el Valiato de Hiyaz, y sus sanjacados, en color verde.

Después de que el Hiyaz fuera devuelto a los otomanos, se reestructuró la administración provincial y se organizó como el Valiato de Hiyaz. Esto llevó a la creación de dos órganos políticos y administrativos paralelos: el Emirato y el Valiato. Después de que el gobernador comenzó a residir en La Meca, el Valiato de alguna manera tomó el Emirato dentro de su jurisdicción, lo que llevó a una situación de gobierno dual. 
La reforma previó la pérdida de la casi autonomía del emir, lo que provocó un conflicto entre el emir y wāli que duró el resto del siglo XIX. Incluso entonces, el Emir de La Meca no fue relegado a una posición en la que estaría subordinado al wāli. Los emires de La Meca continuaron teniendo voz y voto en la administración del Hiyaz junto con los gobernadores. Los dos tuvieron una coexistencia paralela incómoda: mientras gobernaban la misma geografía, dividieron la autoridad de una manera compleja, lo que llevó a una negociación, conflicto o cooperación continua entre ellos. 
Ya en la década de 1880 se hablaba de la ocupación británica del Hejaz con el apoyo de los jerifes. Los británicos también desafiaron el califato del sultán afirmando que Gran Bretaña debería nombrar al Emir, ya que gobernaba sobre cuatro veces más musulmanes que los otomanos.

## Reino de Hiyaz
Hussein bin Ali, Sharif y Emir de La Meca desde 1908, se entronizó como Rey del Hiyaz después de proclamar la Gran Revuelta Árabe contra el Imperio Otomano, y continuó ocupando ambos cargos de Jerife y Rey de 1916 a 1924. Al final de su reinado también reclamó brevemente el cargo de califa Jerifiano; era descendiente directo de Mahoma en la 37.ª generación, ya que pertenece a la familia hachemita. Miembro del clan Dhawu Awn (Banu Hashim) de los emires Qatadida de La Meca, se percibía que tenía inclinaciones rebeldes y en 1893 fue convocado a Estambul, donde permaneció en el Consejo de Estado. En 1908, tras la Revolución de los Jóvenes Turcos, fue nombrado Emir de La Meca por el sultán otomano Abdul Hamid II.

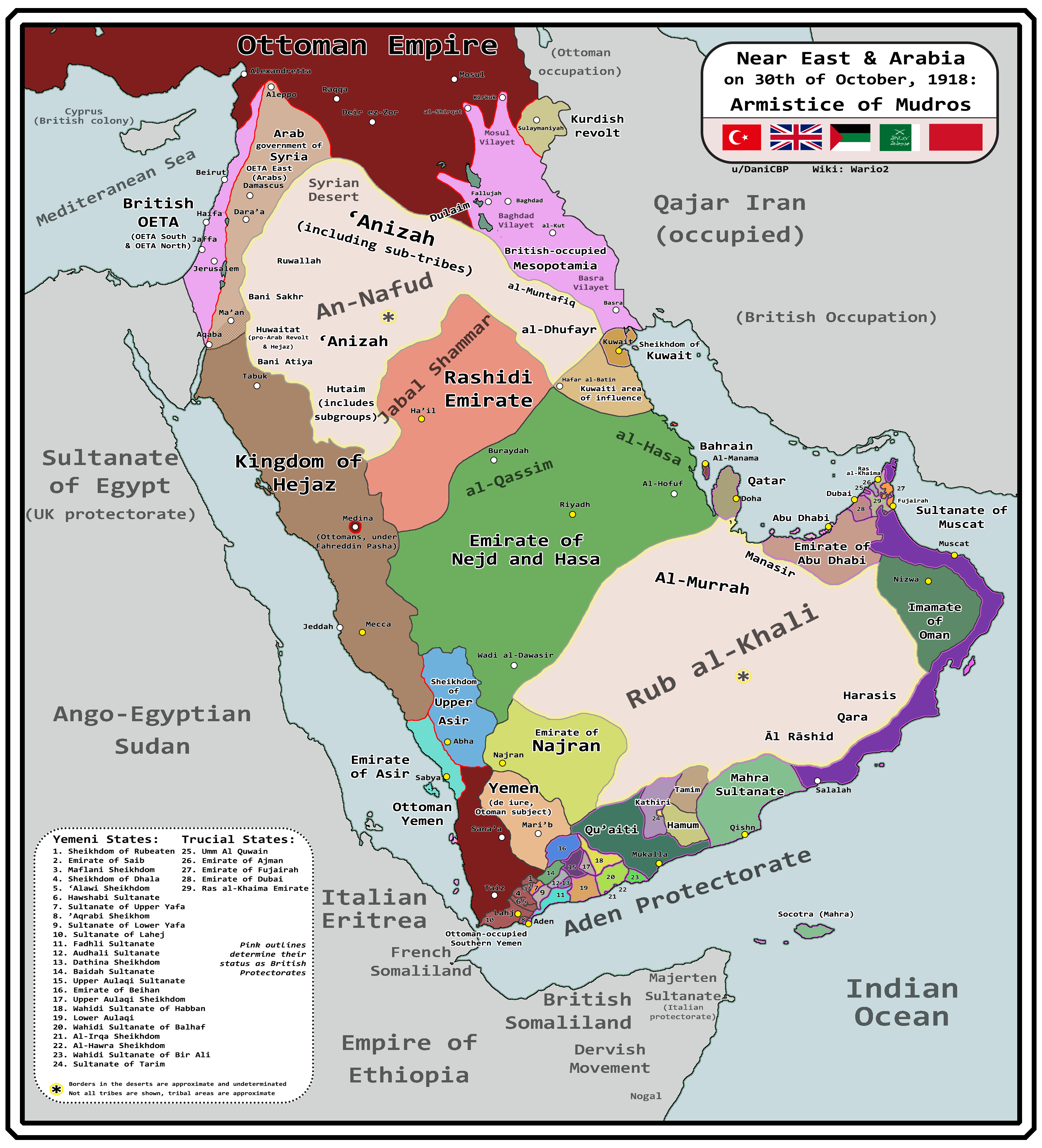
El Jerifato de la Meca convertido en Reino del Hijaz (en marrón), a finales de 1918

En 1916, con la promesa de apoyo británico a la independencia árabe, proclamó la Gran Revuelta Árabe contra el Imperio Otomano, acusando al Comité de Unión y Progreso de violar los principios del Islam y limitar el poder del sultán-califa. Poco después del estallido de la revuelta, Hussein se declaró "Rey de los Países Árabes". Sin embargo, sus aspiraciones panárabes no fueron aceptadas por los aliados, que lo reconocieron sólo como rey del Hejaz. El Reino del Hejaz fue proclamado como reino soberano independiente en junio de 1916 durante la Primera Guerra Mundial, independiente del Imperio Otomano, sobre la base de una alianza con el Imperio Británico para expulsar al ejército otomano de la península arábiga durante la Gran Revuelta Árabe.
Después de la Primera Guerra Mundial, Hussein se negó a ratificar el Tratado de Versalles , en protesta por la Declaración Balfour y el establecimiento de mandatos británico y francés en Siria, Irak y Palestina. Más tarde se negó a firmar el Tratado anglo-hachemita y así se privó del apoyo británico cuando su reino fue atacado por Ibn Saud. Después de que el Reino de Hiyaz fuera invadido por los ejércitos Al Saud-Wahhabi de Ikhwan, el 23 de diciembre de 1925 Ali ibn Husayn se rindió a los sauditas, poniendo fin tanto al Reino de Hejaz como al Sharifate de La Meca.

## Lista de jerifes
Esta es una lista parcial de los jerifes de La Meca:
- Muhammad Abu'l-Ja'far al-Thalab (967–980)
- Isa ibn Ja'far (976/977–994)
- Abu'l-Futuh al-Hasan ibn Ja'far (994-1010)
- Shukr al-Din (1010-1012)
- Abu Tayeb Daoud bin Abdul Rahman (1012-1039)
- Muhammad ibn Abdul Rahman (1039-1048)
- Hamzah ibn Wahas (1058-1062)
- Abu Hashim Muhammad ibn Ja'far (1063-1094)
- Qasim ibn Abi Hashim (1094 – 1123/24)
- Fulaytah ibn Qasim (24/1123 - junio/julio de 1133)
- Hashim ibn Fulaytah (1133-1155)
- Qasim ibn Hashim (1155-1161)
- Isa ibn Fulaytah (1161 – agosto/septiembre de 1162)
- Qasim ibn Hashim (agosto/septiembre de 1162)
- Isa ibn Fulaytah (agosto/septiembre de 1162 - c. 30 de septiembre de 1170)
- Malik ibn Fulaytah (? – ?)
- Isa ibn Fulaytah (c. 30 de septiembre de 1170 - c. 5 de marzo de 1175)
- Da'ud ibn Isa (c. 5 de marzo de 1175 - c. 5 de febrero de 1176)
- Mukaththir ibn Isa (c. 5 de febrero de 1176 - c. 3 de julio de 1176)
- Da'ud ibn Isa (julio de 1176 - 1176/77)
- Mukathtir ibn Isa (1176/77 –?)
- Da'ud ibn Isa (? – 1191/92)
- Mukathir ibn Isa (1191/92 – 1201)
- Qatada ibn Idris al-Alawi al-Hasani (1201-1220)
- Ibn Qatada al-Hashimi (1220-1241)
- al-Hassan abu'l-Sa'd (1241-1254)
- Muhammed Abu'l-Nubaj (1254-1301)
- Rumaitha Abu'l-Rada (1301-1346)
- Aljan Abu'l-Sarjah (1346-1375)
- Brecha
- al-Hassan II (1394-1425)
- Barakat I (1425-1455)
- Malik al-Adil Muhammad (III) ibn Barakat (1455-1497)
- Barakat (II) ibn Muhammad (1497-1525)
- Muhammad Abu Numay (II) Nazim al-Din (1525-1583)
- Al-Hasan (III) ibn Muhammad Abu Numay (1583-1601)
- Idris (II) Abu 'Aun ibn Hasan (1601-1610)
- Muhsin (I) ibn Hussein (1610-1628)
- Ahmad ibn Abu Talib al-Hasan (1628-1629)
- Masud (I) ibn Idris (1629-1630)
- Abdullah (I) ibn Hasan (1630-1631)
- Zeid ibn Muhsin (1631-1666)
- Gobierno conjunto de Saad ibn Zeid (1666-1672); Ahmad ibn Zeid (1669-1671); Muhsin ibn Ahmad (1667-1668); Hamud ibn Abdullah ibn Hasan (1670)
- Barakat (III) ibn Muhammad (1672-1682)
- Ibrahim ibn Mahoma (1682)
- Said (I) ibn Barakat (1682-1683)
- Ahmad ibn Zeid (1684-1688)
- Gobierno conjunto de Ahmad ibn Ghalib (1688-1690) y Muhsin ibn Ahmad (1689-1690)
- Muhsin (II) ibn Hussein (1690-1691)
- Said (II) ibn Saad (1691-1694)
- Saad ibn Zeid (1693-1694)
- Abdullah (II) ibn Hashim (1694)
- Saad ibn Zeid (1694-1702)
- Said (II) ibn Saad (1702-1704)
- Abdul Muhsin ibn Ahmad (1704)
- Abdul Karim ibn Muhammad (1704-1705)
- Said (II) ibn Saad (1705)
- Abdul Karim ibn Muhammad (1705-1711)
- Dijo (II) ibn Saad (1711-1717)
- Abdullah (III) ibn Said (1717-1718)
- Ali ibn Said (1718)
- Yahya (I) ibn Barakat (1718-1719)
- Mubarak ibn Ahmad (1720-1722)
- Barakat ibn Yahya (1722-1723)
- Mubarak ibn Ahmad (1723-1724)
- Abdullah (III) ibn Said (1724-1731)
- Muhammad ibn Abdullah (1731-1732)
- Masud ibn Said (1732-1733)
- Muhammad ibn Abdullah (1733-1734)
- Masud ibn Said (1734-1752)
- Masaad ibn Said (II) (1752-1759)
- Jaafar ibn Said (1759-1760)
- Masaad ibn Said (II) (1760-1770)
- Ahmad ibn Said (1770)
- Abdullah (IV) ibn Hussein (1770-1773)
- Surur ibn Masaad (1773-1788)
- Abdul Muin ibn Masaad (1788)
- Ghalib ibn Masaad (1788-1803)
- Yahya (II) ibn Surur (1803–1813)
- Ghalib ibn Masaad (1813-1827)
- Abdul Mutalib ibn Ghalib (1827)
- Muhammad ibn Abdul Muin (1827-1836)
- Puesto vacante por el ascenso del Segundo Estado Saudita
- Muhammad ibn Abdul Muin (1840-1851)
- Abdul Mutalib ibn Ghalib (1851-1856)
- Muhammad ibn Abdul Muin (1856-1858)
- Abdullah Kamil Pasha ibn Muhammad (1858–1877)
- Hussein ibn Muhammad (1877–1880)
- Abdul Mutalib ibn Ghalib (1880-1882)
- Aun ar-Rafiq Pasha ibn Muhammad (1882-1905)
- Ali Pasha ibn Abdullah (1905-1908)
- Hussein Pasha ibn Ali (1908-1916)
- Ali Haidar Pasha (1916)
- Husayn ibn Ali (1916-1924)
- Ali ibn Husayn (1924-1925)